# Moorhead (Minnesota)
Moorhead es una población de los Estados Unidos en el estado de Minnesota. Según el censo del 2000 tenía una población de 32.177 habitantes.

## Demografía
Según el censo del 2000, Moorhead tenía 32.177 habitantes, 11.660 viviendas, y 7.030 familias. La densidad de población era de 924,4 habitantes por km².
Por edades la población se repartía de la siguiente manera: un 22,7% tenía menos de 18 años, un 23,1% entre 18 y 24, un 24,2% entre 25 y 44, un 17,2% de 45 a 60 y un 12,8% 65 años o más. La edad mediana era de 29 años.

## Poblaciones más cercanas
El siguiente diagrama muestra las poblaciones más cercanas.